# 茲努
茲努（Xenu / ˈz iː n uː / 也稱為Xemu，中文也譯作“西努”），是山達基教會秘密的高階經典（山達基術語：「先進技術」）中的人物，是一個神聖而深奧的教義概念。 根據“技術”，茲努是“銀河聯盟”的外星統治者，他在7500萬年前乘坐類似DC-8的宇宙飛船將數十億臣民帶到了地球（當時名為“提吉亞克”，Teegeeack），將他們放置在火山周圍，並用氫彈屠殺他們。山達基官方經文認為，這些外星人的不朽靈魂——希坦——附身在後世的人類身上，并持續對人類造成精神傷害。
這些神話在山達基宗教內部被稱為“事件II”，相關的故事被視爲前世遺留的創傷記憶，稱為“火牆”或“R6植入物”。關於茲努的神話是山達基教關於外星文明和外星人干預地球事件的教義的一部分，宗教創始人L·羅恩·賀伯特將這些教義統稱為“太空歌劇” 。賀伯特在1967年發明了“運作中的希坦三級”（OT III）并在文中詳細介紹了這個故事，警告說“R6植入物”（這一前世的創傷）“是設計好的，會通過肺炎等手段來殺死任何試圖解決這一問題的人”。
山達基教會通常只向已經完成了一系列昂貴且冗長課程的高階成員透露茲努的故事。教會極力避免在公開場合中提及茲努，並付出了極大的努力來保護故事的機密性，包括以版權和商業秘密為由採取法律行動。山達基教會的職員普遍公開否認或隱瞞茲努的故事。儘管如此，許多關於茲努的資料還是透過法庭文件和透過網路分發的賀伯特筆記副本洩露給了公眾。
在諸多針對茲努故事影響的評論中，有學者從學術角度討論並分析了賀伯特的著作和它在山達基教中的地位，以及與科幻小說、幽浮宗教、諾斯替主義和創世神話的關係。

## 綜述

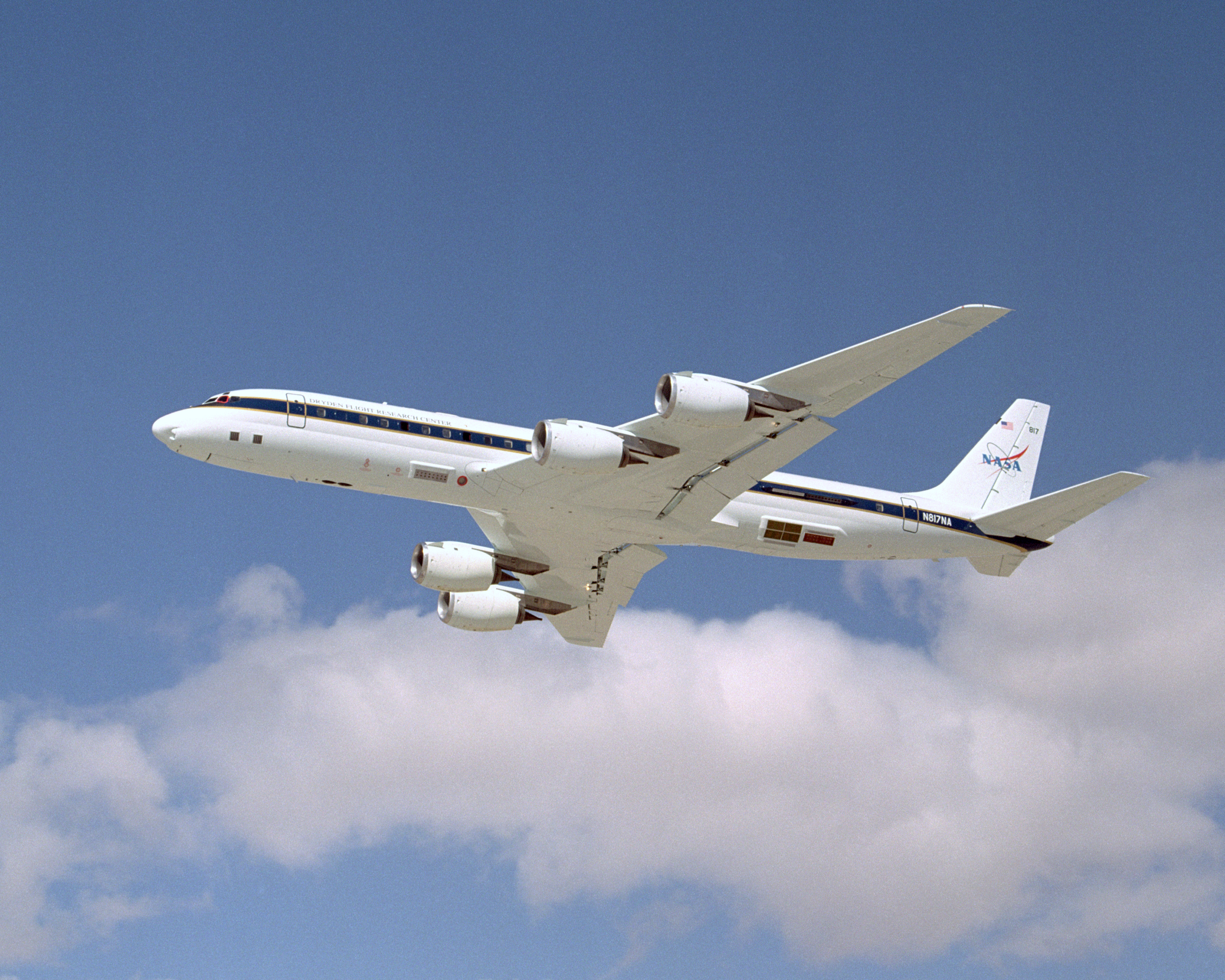
2004 年的一架DC-8飞机。据賀伯特描述，茲努的太空飞船和沒有“风扇”（即喷气发动机或涡轮风扇）的道格拉斯DC-8一模一样。

茲努的故事在OT 三級的宗教資料中有所提及，这是山达基教秘密的“高级技术”教义的一部分，只传授给那些经过长时间聽析，并達到OT二級（遠在清新状态以上的）高级成员。1968年10月3日，賀伯特在随附的机密“援助”讲座中对此故事进行了更详细的描述，并在1977年《星際叛亂》（Revolt in the Stars，1977年他以小説形式創作的劇本）一書中對此劇情進行了戲劇化改編 。
賀伯特写道，茲努是7500万年前银河联盟（Galactic Confederacy）的统治者，该联邦由26颗恒星和76颗行星组成，其中包括当时被称为“提吉亞克”的地球（Teegeeack）。  这些行星人口嚴重过剩，平均人口为1780亿。银河聯盟的文明与我们相当，外星人“穿着的衣服与他们现在穿的衣服非常相似”，使用的汽车、火车和船只也与地球上“1950、1960年代左右”的汽车、火车和船只一模一样。 
茲努即将被废黜，因此他设计了一个陰謀来消灭其领土上的过剩人口。他以檢查所得稅为藉口聚集了数十亿公民，然后在精神病医生的协助下使他们瘫痪，并用酒精和乙二醇的混合物将他们冷冻起来，以捕获他们的灵魂。被绑架的民众被装上載人飛船，运送到灭绝地点——“提吉亞克”星球（地球）。这些航天器的外观后来在人類的DC-8飛機设计中潜意识地表现出来，唯一的区别是“DC8有风扇、螺旋桨，而‘太空飞机’没有”。抵达“提吉亞克”后，这些瘫痪的公民被放置在星球各处的火山脚下。  随后，茲努往各火山口投擲氢弹，最終同时引爆而殺死絕大多數外星人。賀伯特在他創作的剧本《星际叛亂》中描述了这一场景的細節：
在同一時刻，埋下的炸藥爆發了。原子爆破從各地的火山口噴出：洛亞、維蘇維亞、沙斯塔、華盛頓、富士山、埃特納等等等等。蘑菇雲越拱越高、越升越高、高聳的雲朵如雨後春筍般冒出，伴隨著火焰、碎片和核裂變。狂風洶湧地席捲地球表面，傳播著毀滅的故事……——L·羅恩·哈伯德，《星際叛亂》
受害者的灵魂（賀伯特称之为“希坦”）脱离肉体並被爆炸炸到空中。他们被茲努的軍隊使用“电子捆带”（賀伯特稱“这也是一种駐波”）捕获，并被吸入世界各地的“真空区”。数千億個希坦之後被带到一個电影院，在那里被迫连续观看“3D電影”三十六天。賀伯特稱这一過程將“各种误导性的数据”（他統稱其为R6植入物）植入到了倒霉的希坦的记忆中，“这些数据与上帝、魔鬼、太空歌剧等有关”。这包括世界上所有的宗教；賀伯特特别指出羅馬天主教會和耶稣受难像就是來自于茲努的影响。賀伯特稱這两个“植入站”分別位于太平洋的夏威夷和大西洋加那利群岛的拉斯帕尔马斯。

## 教會對外的立場
賀伯特的代表作《戴尼提：現代心靈健康科學》1968年以後的版本都使用描繪火山爆發的圖畫為封面，一般認為這是對茲努故事的隱喻。但《戴尼提》一書的普通讀者不會了解封面圖的真實含意，因為茲努、銀河聯盟以及其完整歷史記錄，必須待學員聽析至高階的OT Ⅲ級之後，才能獲得相應的秘密資料用於全盤瞭解。山達基人甚至還須簽署保密協議，確保絕不口傳其資料中有茲努神話的存在。
在其公開聲明中，山達基教會一直不願意提及茲努。當1992年在ABC的夜線節目被直接問及茲努事件時，山達基領袖大衛·密斯凱維吉說那是斷章取義。2007年5月14日，在英國廣播公司播出的「全景」節目中，當名人成員被詢問有關茲努的故事時，高級成員湯米·戴維斯中斷對話，他說：「我們都知道你在說些什麼，這是發狂的，是怪異的。」戴維斯在2009年3月接受KESQ電視台訪問，記者彌敦·巴卡也詢問了OT3的案文，戴維斯告訴巴卡：「這是我熟悉的材料」，並稱之為「機密的教會經文」。在2007年9月9日出版的每日電訊報中，紐約山達基教會總裁約翰·卡邁克爾被問及茲努故事，他說：「這不是我們相信的。」在2006年的滾石雜誌訪問中，當被問及茲努故事的真實性時，時任教會特別事務辦公室主任的邁克·雲特說：「這不是一個故事，而是一個聽析水平。」

## 神話故事的洩露
儘管山達基教會盡力將此神話保密，但經過多年以來細節已被洩露。 《OT III》經文最早出現在1972年羅伯特‧考夫曼（Robert Kaufman）的著作《山達基教內幕：我如何加入山達基並成爲超人》（Inside Scientology）中，考夫曼在書中詳細描述了他自己個人對OT III資料的體驗。後來，佛羅里達州清水鎮1981年《太陽報》（Sun）上的一篇文章中也描述了此神話。此故事隨後在1985年勞倫斯·沃勒斯海姆對山達基教提起的訴訟中為公眾所知。教會做出了努力但未能封存此案相關的法律文件，教會讓大量信徒查閱案件檔案以試圖阻止公衆獲得接觸，但《洛杉磯時報》成功獲得卷宗並對這個神話故事進行了概述。威廉·龐德斯通（William Poundstone）在1986年出版的《更大的秘密》（Bigger Secrets）一書中根據沃勒斯海姆案中提供的信息對其進行了詳細描述。 1987年，L·羅恩·賀伯特二世出版了書籍《L·羅恩·賀伯特，救世主還是瘋子》（L. Ron Hubbard, Messiah or Madman?），其中引用了《OT三》的第一頁並總結了其餘內容。
自那時起，新聞媒體在報導山達基教或該教的名人支持者（如湯姆·克魯斯）時都會提到此神話。1987年，英國廣播公司的新聞調查節目《廣角鏡》播出了一篇題為《通往完全自由之路？ 》（The Road to Total Freedom?）的報道，其中以卡通形式概述了 OT III的故事情節。